# Кари-Хиројуки Тагава
Кари-Хиројуки Тагава (јап. 田川 洋行) је јапански глумац, рођен 27. септембра 1950. године у Токију (Јапан).

## Биографија
Иако је рођен у Јапану, Тагава је ипак одрастао у различитим америчким градовима. Због занимања свог оца, припадника војске САД, породица је морала да се често сели. Дакле Тагава је живео у Форт Браг (Северна Каролина), Форт Полк (Калифорнија) и Форт Худ (Тексас). На крају је породица живела у јужној Калифорнији, где је Тагава био студент на Универзитету Јужне Калифорније али је као студент на размени отишао у Јапан.
Од 1986. је Тагава учествовао као тинејџер у школском позоришту, и бројним филмовима, телевизијским серијама и стајао испред камера. Обично је глумио азијске зликовце. Нарочито је постао познат широј маси публике по својој улози Шанг Цунг у филму Mortal Kombat (1995) и улози адмирала у филму Pearl Harbor (2001).
Међутим, његов приватни живот је супротан од његових бруталних и нехуманих улога. Он се залаже у добротворне сврхе и брине о младим људима у невољи.
Тагава је 2007. дебитовао као продуцент са акционим филмом Duel of Legends.
2012. године је у Веб серији "Mortal Kombat Legacy" поново био виђен у улози Шанг Цунга.
Ожењен је и има двоје деце са супругом Сели.

## Филмографија
| Улоге Кари-Хиројуки Тагава |                        |               |                   |          |
| Година                     | Српски назив           | Изворни назив | Улога             | Напомена |
| 1987.                      | Последњи кинески цар   |               | Чанг              |          |
| 1988.                      | Близанци               |               | Азијат            |          |
| 1988.                      |                        |               |                   |          |
| 1989.                      | Дозвола за убиство     |               | Кванг             |          |
| 1991.                      | Обрачун у Малом Токију |               |                   |          |
| 1993.                      |                        |               |                   |          |
| 1993.                      | Излазеће сунце         |               | Еди Сакамура      |          |
| 1994.                      |                        |               |                   |          |
| 1995.                      | Мортал Комбат          |               | Шанг Цунг         |          |
| 1996.                      | Фантом                 |               | Велики Кабај Сенг |          |
| 1997.                      |                        |               |                   |          |
| 1997.                      |                        |               |                   |          |
| 1998.                      | Вампири                |               | Дејвид Дејо       |          |
| 1999.                      |                        |               |                   |          |
| 1999.                      |                        |               |                   |          |
| 2000.                      |                        |               |                   |          |
| 2001.                      | Перл Харбор            |               | Минору Генда      |          |
| 2001.                      | Планета мајмуна        |               | Крул              |          |
| 2005.                      | Електра                |               | Роши              |          |
| 2005.                      | Мемоари једне гејше    |               | Барон             |          |
| 2009.                      | Хачико: Прича о псу    |               | Кен Фуџијоши      |          |
| 2013.                      | 47 ронина              |               | Токугава Цунајоши |          |
| 2015.                      | Исповест самураја      |               |                   |          |